# 沼津市立千本小学校
沼津市立千本小学校（ぬまづしりつ せんぼんしょうがっこう）は、静岡県沼津市千本にある公立小学校。

## 沿革
- 1944年（昭和19年）4月 - 「沼津市第六国民学校」創立[1]。
- 1945年（昭和22年）4月 - 「沼津市立第六小学校」に改称[1]。
- 1955年（昭和32年）4月 - 「沼津市立千本小学校」に改称[1]。
- 1984年（昭和59年）3月 - 新校舎完成[1]。
- 1987年（昭和62年）3月 - 体育館完成[1]。
- 1994年（平成6年）6月 - 創立50周年記念式典[1]。

## 関連事項
- 静岡県小学校一覧